# Piotr Riadnow
Piotr Jakowlewicz Riadnow (ros. Пётр Яковлевич Ряднов, ur. 31 sierpnia?/13 września 1902 we wsi Dieulino w powiecie siergijewskim w guberni moskiewskiej, zm. 22 czerwca 1940) – funkcjonariusz radzieckich służb specjalnych, kapitan bezpieczeństwa państwowego.

## Życiorys
Urodził się w rodzinie chłopskiej. W 1914 skończył 4-klasową szkołę w rodzinnej wsi, pracował jako robotnik, 1919-1926 był członkiem Komsomołu, a w czerwcu 1924 został przyjęty do RKP(b). Od marca 1920 był funkcjonariuszem moskiewskiej gubernialnej Czeki, później gubernialnego oddziału GPU, 1922-1923 uczył się w radzieckiej szkole partyjnej w Moskwie, pracował w centrali OGPU ZSRR m.in. jako sekretarz odpowiedzialny komórki Komsomołu przy OGPU ZSRR od lutego 1924 do września 1925. Następnie od września 1925 do kwietnia 1926 był sekretarzem odpowiedzialnym Komitetu Powiatowego Komsomołu w Moskwie, od kwietnia do lipca 1926 przewodniczącym Komisji Wojskowej Moskiewskiego Komitetu Komsomołu, później kierował biurem trustu, od 1926 do lutego 1930 zarządzał sprawami w wydawnictwie tygodnika Ogoniok. Po powrocie do pracy w organach bezpieczeństwa w marcu 1930 został funkcjonariuszem Pełnomocnego Przedstawicielstwa (PP) OGPU obwodu moskiewskiego, a w lipcu 1934 funkcjonariuszem Zarządu NKWD obwodu moskiewskiego, w 1936 kierował Oddziałem 8, później Wydziałem 1 Wydziału Tajno-Politycznego/Wydziału IV Zarządu Bezpieczeństwa Państwowego (UGB) Zarządu NKWD obwodu moskiewskiego, 26 grudnia 1935 otrzymał stopień starszego porucznika bezpieczeństwa państwowego, a 19 września 1937 kapitana bezpieczeństwa państwowego. Od 13 do 29 lipca 1937 był pomocnikiem Szefa Wydziału IV UGB Zarządu NKWD obwodu moskiewskiego, od 29 lipca 1937 do 16 czerwca 1938 szefem Wydziału 3 UGB Zarządu NKWD obwodu iwanowskiego i jednocześnie od września 1937 do 16 czerwca 1938 p.o. zastępcą szefa Zarządu NKWD obwodu iwanowskiego, a od 16 czerwca 1938 do stycznia 1939 szefem Zarządu NKWD obwodu witebskiego. Był odznaczony Odznaką "Honorowy Funkcjonariusz Czeki/GPU (XV)" (1934) i Orderem Czerwonej Gwiazdy (19 grudnia 1937).
W styczniu 1939 został aresztowany, 27 września 1939 skazany na śmierć przez Wojskowy Trybunał Wojsk NKWD Białoruskiego Okręgu Wojskowego i następnie rozstrzelany. 